# Bill Hodges
William Oscar "Bill" Hodges, (nacido el 9 de abril de 1943 en Zionsville, Indiana) es un exentrenador de baloncesto estadounidense que ejerció en la NCAA.

## Trayectoria
- Universidad de Tennessee Tech (1970–1974), (ayudante)
- Universidad de Indiana State (1975–1978),  (ayudante)
- Universidad de Indiana State (1979–1982)
- Universidad de Long Beach State (1983–1984), (ayudante)
- Georgia College (1986–1991)
- Universidad de Mercer (1991–1997)